# Bernard Janik
Bernard Janik (ur. 23 czerwca 1904 w Berlinie, zm. 10 lipca 1977 w Gdańsku) – polski pedagog, filolog i germanista.

## Życiorys

### Przed II wojną światową
W latach 1927–1931 został wydelegowany przez Ministerstwo Wyznań Religijnych i Oświecenia Publicznego do Holandii – został organizatorem szkolnictwa polskiego wśród emigrantów w zagłębiu węglowym w Limburgii. W 1932 ukończył pedagogikę i germanistykę na Uniwersytecie Poznańskim. W latach 1932–1933 nauczał w Gimnazjum Polskim w Gdańsku. Od 1932 był członkiem zarządu Towarzystwa Przyjaciół Nauki i Sztuki. Od 1936 do 1937 obejmował stanowisko wicedyrektora Biura Gdańskiej Macierzy Szkolnej. Podczas II wojny światowej ukrywał się na terenie Generalnego Gubernatorstwa.

### Po wojnie
W latach 1945–1948 był dyrektorem I Liceum Ogólnokształcącego w Gdańsku. W latach 1945–1950 był prezesem Towarzystwa Przyjaciół Nauki i Sztuki, a latach 1956-1960 był jego sekretarzem generalnym. W latach 1956–1974 prowadził lektoraty w Wyższej Szkole Handlu Morskiego.
Bernard Janik opracował i przetłumaczył teksty prawa morskiego, wykazał zależność polskiej terminologii polskiej od języka niderlandzkiego. Był inicjatorem i współautorem monografii Gimnazjum Polskiego Macierzy Szkolnej.
Został pochowany na Cmentarzu Srebrzysko w Gdańsku (rejon IX, kwatera profesorów, rząd 2, grób 24/25).